# نابنيتو
نابنيتو هو عمل موسوعي قديم من الدولة البابلية القديمة ( منذحوالي 1800 سنة قبل الميلاد ) ويتألف من ألواح متعددة. اللوح الثاني والثلاثون (غالبًا ما يسمى U.3011) هو عبارة عن  نص سومري (وهي لغة تحدث بها السومريون جنوب العراق)-و أكادي (وهي لغة عراقية قديمة) من أور وهو موقع أثري لمدينة سومرية، وهو معروف كواحد من أقدم الأمثلة على للتدوين الموسيقي. على الرغم من أن اللوح يبدوا غامض بعض الشيء، لكن تحليل النصوص البابلية القديمة الأخرى كشفت  أنه يصف الأوتار التسعة ل آلة موسيقية مجهولة الهوية. عرضت الأوتار التسعة، مرقمة بشكل متماثل كالتالي  (123454321)، في عمودين متوازيين، أحدهما بالسومرية والآخر بالأكادية. وهو موجود الآن في مجموعة,في المتحف البريطاني.